# オハイオステート・バックアイズ

オハイオステート・カラーのビッグ・テンのロゴ

オハイオステート・バックアイズ（英語: Ohio State Buckeyes）は、アメリカ合衆国オハイオ州コロンバスに本部を置くオハイオ州立大学のカレッジスポーツ競技チームである。NCAAディビジョンI所属。

## 概要
オハイオステート・バックアイズは、ほとんどの競技チームがビッグ・テン・カンファレンスに加盟している。女子アイスホッケーチームはウエスタンカレッジホッケー協会（WCHA）に加盟している。
チーム名の「バックアイ」は、オハイオ州出身者の口語表現と州木のオハイオ・バッカイにちなんでいる。スクールカラーはスカーレットとグレー。大学のマスコットは「ブルータス・バックアイ」である。
オハイオ州立大学は野球と男子バスケットボールチームがNCAA全米選手権を制覇しており、フットボールチームはナショナル・チャンピオンに認定された7校のうちの1校である。また、男子水泳&飛込競技、男子屋外陸上競技、男子バレーボール、男子ゴルフ、男子体操、男子フェンシング、女子ボート、共学フェンシング、共学および女子ピストル、シンクロスイミング、レスリングでもナショナル・チャンピオンを獲得している。アスレチック・ディレクターズ・カップが始まって以来、オハイオ州立大学は毎年トップ25に入り、過去5年間のうち3年間はトップ6入りを果たしている。2005-06シーズンのオハイオ州立大学は、ビッグ・テンのチームとして初めて、フットボール、男子バスケットボール、女子バスケットボールの3部門で同一シーズンに優勝を果たした。この偉業は2006-07シーズンも続き、2007年2月25日の男子バスケットボールの試合では、バックアイズがウィスコンシン大学バジャーズを破り、ビッグ・テン史上初の全米1位と2位のチームによるバスケットボールの試合が行われた。

## 競技チーム
| 男子スポーツ                            | 女子スポーツ                 |
| --------------------------------------- | ---------------------------- |
| 野球                                    | バスケットボール             |
| バスケットボール                        | クロスカントリー             |
| クロスカントリー                        | フェンシング                 |
| フェンシング                            | フィールドホッケー           |
| フットボール                            | ゴルフ                       |
| ゴルフ                                  | 体操                         |
| 体操                                    | アイスホッケー               |
| アイスホッケー                          | ラクロス                     |
| ラクロス                                | ローイング                   |
| サッカー                                | サッカー                     |
| 水泳・飛込                              | ソフトボール                 |
| テニス                                  | 水泳・飛込                   |
| 陸上†                                   | アーティスティックスイミング |
| バレーボール                            | テニス                       |
| レスリング                              | 陸上†                        |
|                                         | バレーボール                 |
| 男女混合スポーツ                        |                              |
| ピストル射撃                            |                              |
| ライフル射撃                            |                              |
| †屋外競技チームと室内競技チームがある。 |                              |

### 男子バスケットボール
オハイオ州立大学男子バスケットボールチームは、これまでに10回のNCAAファイナル・フォーに出場し、バスケットボール殿堂入りしたジェリー・ルーカス、ジョン・ハブリチェック、名将ボブ・ナイトが指揮した1960年に優勝を果たしている。オールアメリカン2回受賞者5名、オールアメリカン3回受賞者1名を含む、23回のオールアメリカン受賞者を輩出している。1960年から1964年にかけて、オハイオ州立大学は5年連続でビッグ・テン優勝を果たし、この偉業はいまだ達成されていない。

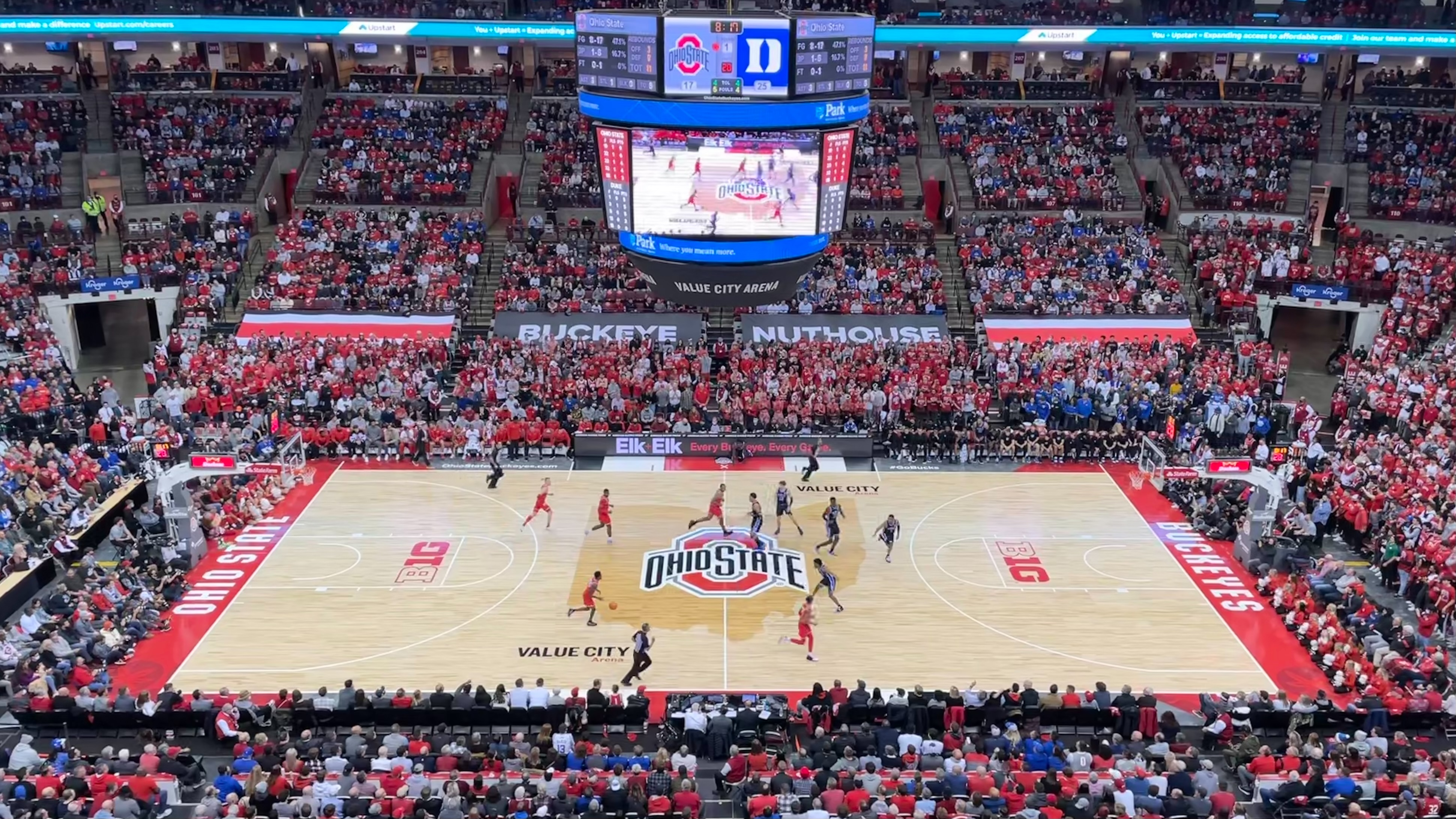
オハイオ州立大学男子バスケットボールの試合風景 (バリューシティ・アリーナにて)

2004年に同大学はリクルート違反で男子バスケットボールのヘッドコーチだったジム・オブライエンを解任し、ポストシーズンの出場禁止や奨学金生の人減など、1年間のペナルティを自ら課した。このような大学側の自主的な処罰を考慮し、NCAAディビジョンI違反委員会は、オハイオ州立大学の違反行為に対して3年間の保護観察処分にしただけで、オブライエン監督と元アシスタントコーチにはより重い処分を与えた。この判決の軽さは、学校側が違反行為に積極的に対応することを促すものと受け止められた。それでも、オブライエンはオハイオ州立大学を不当解雇で訴えることに成功したが、2004年にサッド・マッタがオブライエンの後を継いだ。その後、オハイオ州立大学は2006-2007年度にかけて、グレッグ・オデン、マイク・コンリー・ジュニアなどの才能ある人材を採用することができ、その2人が加入したシーズンは27勝3敗で終え、ビッグ・テントーナメントを制覇、NCAAトーナメントの第1シードを獲得することができたのである。セカンド・ラウンドで州内のライバルであるザビエル大学との大接戦の末勝利し、スウィート・シックスティーンはテネシー大学ボランティアーズとの20点差の逆転勝利の後、ファイナル・フォーではジョージタウン大学ホーヤーズを67-60で抑え、1962年以来のチャンピオンシップゲームに進出した。しかし、前年度全米チャンピオンのフロリダ大学ゲイターズに84-75で敗れ、惜しくも準優勝という結果で終わった。その後もバックアイズの成功は続き、2009-2010年度と2010-2011年度の両シーズンにビッグ・テンチャンピオンシップを制し、2011-2012年度にはファイナル・フォーに進出したが、カンザス大学ジェイホークスに敗れた。2012-2013年度にもエリート・エイトまで進出したが、ウィチタ州立大学に敗れた。2013-2014年度と2014-2015年度はいずれもNCAAトーナメントに出場しているが、早々に敗退している。
2017年6月5日、NCAAトーナメントに連続出場できなかった同校は、13年間で337勝を挙げたマッタがヘッドコーチに復帰しないことを発表し、同年6月9日にバトラー大学のヘッドコーチであるクリス・ホルトマンを採用した。
主な出身NBA選手
オハイオステート・バックアイズ出身の主なNBA選手は、グレッグ・オデン、ジム・クリーモンズ、マイク・コンリーJr.、ジャレッド・サリンジャー、ラリー・ジークフリード、ジミー・ジャクソン、ニール・ジョンストン、エバン・ターナー、トレイ・バーク、ジョン・ハブリチェック、ゲイリー・ブラッズ、ディアンジェロ・ラッセル、ジェリー・ルーカス、マイケル・レッドなどが挙げられる。

#### 男子バスケットボール永久欠番
| オハイオステート・バックアイズ永久欠番 |                        |            |           |
| No.                                    | 選手                   | ポジション | 在籍期間  |
| 5                                      | ジョン・ハブリチェック | F          | 1959–62   |
| 11                                     | ジェリー・ルーカス     | C          | 1959–62   |
| 21                                     | エバン・ターナー       | G/F        | 2007–2010 |
| 22                                     | ジミー・ジャクソン     | G          | 1989–92   |
| 35                                     | ゲイリー・ブラッズ     | C          | 1961–64   |

### 女子バスケットボール
現在、ケビン・マクガフがヘッドコーチを務めるオハイオ州立大学女子バスケットボールチームは、1998年に移転したジェローム・ショッテンシュタイン・センターでホームゲームを行っている。1998年以前は、セントジョン・アリーナで試合を行っていた。ビッグ・テントーナメントの優勝回数は10回でカンファレンス最多である。また、NCAAトーナメントへの出場回数は14回で、直近では2016年に出場している。1993年にはテキサス工科大学レディーレイダーズに84-82で敗れ全米タイトルを逃したが、2001年にはニューメキシコ大学ロボスを62-61で下しNITのチャンピオンに輝いた。著名な卒業生には、元オールアメリカンのケイティ・スミスやジェシカ・ダベンポートがいる。

### フェンシング
オハイオ州立大学はNCAAに当時男子フェンシングしかなかった1942年に初タイトルを獲得した。これまで、2004年、2008年、2012年に男女両方のフェンシングで、合わせてNCAAチャンピオンシップを獲得している。イスラエル出身のボアズ・エリスは、オハイオ州立大学の男子フォイルで2004年、2005年、2006年にNCAAタイトルを獲得し、1963年以来NCAAフォイル・フェンサーとして初めて個人タイトルを3つ獲得した人物である。

### アメリカンフットボール
- 8× ナショナル・チャンピオン: 1942, 1954, 1957, 1961, 1968, 1970, 2002, 2014
  - 39× Big Tenチャンピオン: 1916, 1917, 1920, 1935, 1939, 1942, 1944, 1949, 1954, 1955, 1957, 1961, 1968–1970, 1972–1977, 1979, 1981, 1984, 1986, 1993, 1996, 1998, 2002, 2005–2009, 2010 (閑散), 2014, 2017–2020
    - 2× リーダーズ・ディビジョン・チャンピオン: 2012, 2013
    - 6× イースト・ディビジョン・チャンピオン: 2014–2019

  - 2× OAC（英語版）チャンピオン: 1906, 1912

オハイオ州立大学フットボールチームはオハイオ・スタジアムでホーム試合が行われている。同校はカレッジ・フットボールの名門校として知られ、これまでに8回のナショナル・チャンピオン、41回のカンファレンス・チャンピオン（うちビッグ・テンチャンピオンは39回）、ディビジョン優勝10回、シーズン無敗10回、パーフェクトシーズン（負けなし、引き分けなし）6回を成し遂げている。また、ハイズマン賞を7人（歴代2位）輩出している。2017年現在、フットボールプログラムの資産価値は15～20億ドルであり、国内のプログラムの中で最も高い評価額となっている。
1950-60年代のバックアイズは「伝説のコーチ」と称されるウッディ・ヘイズ監督に率いられ、同校の黄金時代であった。1968年にはローズボウルでO・J・シンプソンを擁する南カリフォルニア大学トロージャンズに勝ち、全米優勝の栄冠を手にした。最近の優勝は2002年で、2003年正月にアリゾナ州テンピ（フェニックス郊外）で開かれたフィエスタボウルで2度の延長の末マイアミ大学ハリケーンズを31-24で破って連勝を34で止め、32年ぶりの優勝を果たした。また、2015年1月、初めて行われたカレッジフットボール・プレーオフで本命と見られていたアラバマ大学クリムゾンタイド、オレゴン大学ダックスを下しての優勝を飾った。

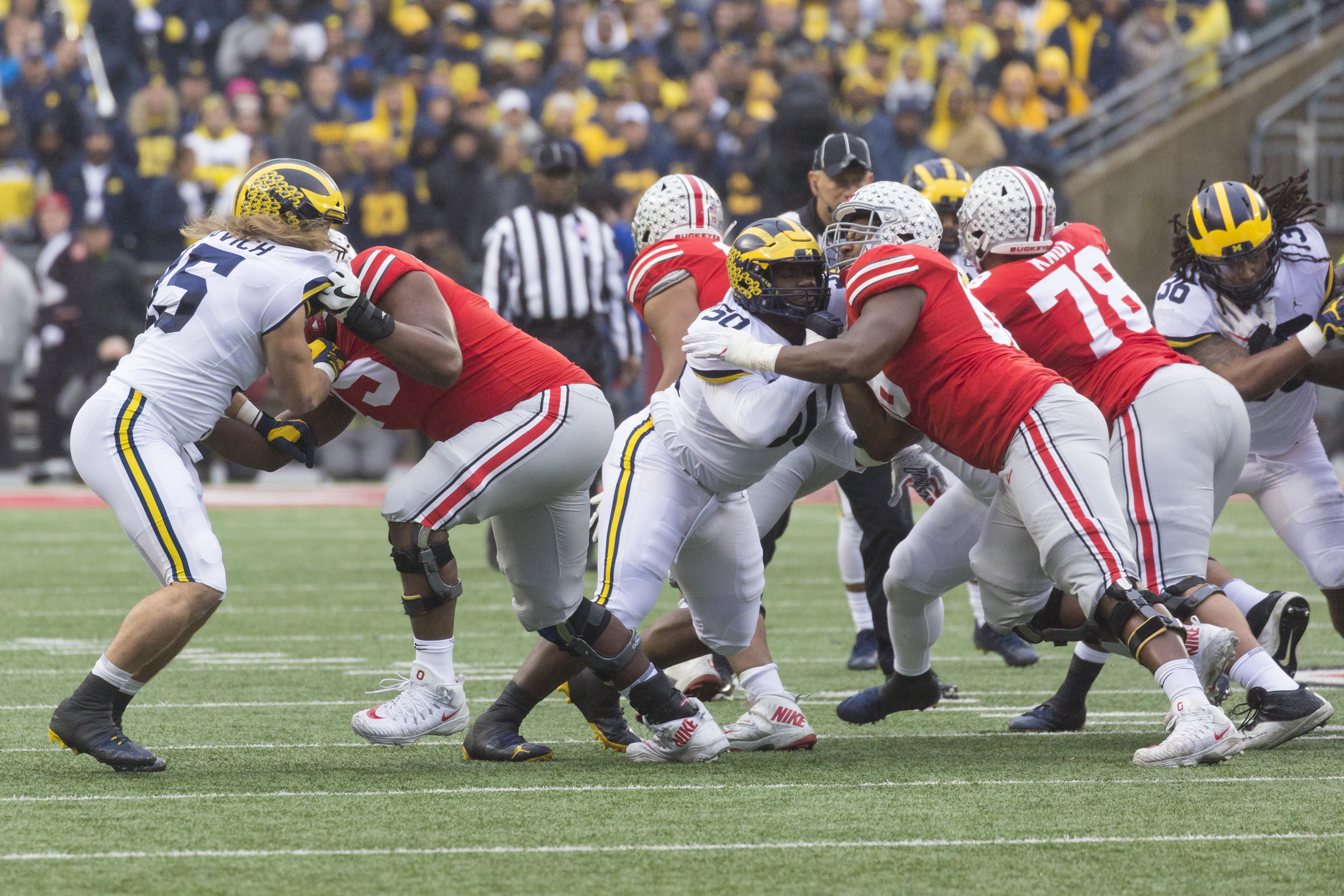
ミシガン大学とオハイオ州立大学のライバルシリーズはしばしば、「アメリカのスポーツ界で最も偉大なライバル関係」と言われている。

同校が所属するビッグ・テン・カンファレンスはフットボール最激戦区のひとつである。特にミシガン大学ウルヴァリンズとのライバル関係は熾烈を極めており、1977年11月19日にミシガン大スタジアムで行われた試合では、100,624人とレギュラーシーズンの試合ではカレッジフットボール史上最高の観客動員記録を作った。また、ミシガン大学とオハイオ州立大学の対戦は、両校のレギュラーシーズン最終戦となることがほとんどで、1950年の「スノーボウル」など、歴史的な試合も多く存在する。その他にも、同カンファレンスには名将ジョー・パターノが長年率いていたペンシルベニア州立大学ニタニー・ライオンズや、ウィスコンシン大学バッジャーズなど実力校が揃う。

### ゴルフ
オハイオ州立大学には2つのゴルフコース、スカーレットとグレーは1938年に完成した。スカーレットを設計したのは、オーガスタ・ナショナルでマスターズコースを設計した建築家アリスター・マッケンジーである。しかし、彼の設計は完全には実施されず、グリーンだけが彼の設計に忠実に再現された。ゴルフ雑誌は毎年、スカーレットコースを全米カレッジゴルフコースのトップクラスとして評価されている。スカーレットは最近、ジャック・ニクラウス監修のもと420万ドルの改修を行った。オハイオ州立大学は、1945年と1979年にNCAAディビジョンI男子ゴルフ選手権で優勝している。NCAAゴルフ個人選手権では男子は5回 (1945年にジョン・ロムス、1951年にトム・ニーポート、1956年にロバート・ジョーンズ、1961年にジャック・ニクラス、1985年にクラーク・バローズ) 優勝している。

### 男子体操
オハイオ州立大学体操競技部は、全米優勝3回、ビッグ・テン優勝15回を誇り、ニッセン賞（男子体操界のハイズマン賞）受賞者を4人輩出している。現在、ルスタム・シャリポフが監督を務めており、セントジョン・アリーナですべての競技が行われている。

### アイスホッケー
オハイオ州立大学男子アイスホッケーチームは1961年に設立され、1999年にバリューシティ・アリーナに移転するまで、OSUアイスリンクで試合を行っていた。同校は2012-2013シーズンまでセントラルカレッジホッケー協会（CCHA）に所属していた。2012年にペンシルベニア州立大学が男子アイスホッケーをディビジョンⅠスポーツとして追加した後、ビッグ・テンは独自のホッケーカンファレンスを主催するのに十分なチーム数を持ち、2013-2014シーズンからプレーを開始した。
これまでに、CCHA初年度の1972年にカンファレンス・チャンピオンを1回制覇し、1974年と2004年にカンファレンス・トーナメントで優勝している。NCAAトーナメントには1997年、1998年、1999年、2003年、2004年、2005年、2009年に出場し、1998年には準決勝に進出している。2006年には、ポール・プーリーの背番号「22」を永久欠番にした。これは、現在までにホッケープログラムにおいて唯一の永久欠番となっている。

### ソフトボール
バッキーソフトボールチームは、1982年に1度、女子カレッジ・ワールドシリーズに出場している。

### シンクロナイズドスイミング
団体戦では、オハイオ州立大学が大学選手権初年度の1977年から2004年までの間に32回の優勝を果たしてており、全米屈指の強豪である。

### テニス
男女テニス部は、個人としてもチームとしても強豪として知られている。1993年に完成した屋外テニス施設「スティクニー・テニス・センター」で男女ともに試合を行ってる。天候により屋内に入る場合は、2007年11月に完成したばかりのバーシティ・テニス・センターでプレーする。屋外施設には12面、屋内には6面のコートがあり、いずれもオハイオ州コロンバスに位置する。

### レスリング
オハイオ州立大学レスリングは、1921年に設立された。現在のヘッドコーチは、元ホフストラ大学で監督を11年間務めた、トム・ライアン。2006-2007年度のレスリングシーズンからオハイオ州立大学の監督を務めている。その指導力でバックアイズ・レスリングチームを3度のビッグ・テンチャンピオン、2015年にNCAAチャンピオンおよびNCAA準優勝5回に導いた。チームはジェニングス・センターと名付けられた練習施設を所有し、キャンパス内のコベリ・アリーナで試合を行っている。NCAAレスリングで2度の優勝経験を持つジェフリー・ジャガーズ（通称Jジャガーズ）は、2009-10年度にボランティアのアシスタントコーチとして、学生選手からコーチへのスムーズな移行を実現させた。

## 全米大学選手権優勝

### NCAAチームチャンピオン
オハイオ州立大学はNCAAのチームタイトルを30回獲得している。
（）内は優勝回数を示す。
- 男子 (24)
  - 野球 (1): 1966
  - バスケットボール (1): 1960
  - フェンシング (1): 1942
  - ゴルフ (2): 1945, 1979
  - 体操競技 (3): 1985, 1996, 2001
  - 陸上競技 (1): 1929
  - 水泳競技 (11): 1943, 1945, 1946, 1947, 1949, 1950, 1952, 1954, 1955, 1956, 1962
  - バレーボール (3): 2011, 2016, 2017
  - レスリング (1): 2015
- 女子 (3)
  - ボート (3): 2013, 2014, 2015
- 共同 (3)
  - フェンシング (3): 2004, 2008, 2012
- 参照: 
  - NCAAディビジョンI最多優勝校一覧 (英語版)
  - ビッグ・テン・カンファレンスNCAA全米チーム選手権 (英語版)

### その他のナショナル・チャンピオン
以下はNCAAが授与していない49のナショナルチームのタイトルである（NCAAが主催したことのないスポーツを含む）。
- 男子:
  - フットボール (8): 1942, 1954, 1957, 1961, 1968, 1970, 2002, 2014
- 女子:
  - シンクロスイミング (32): 1977, 1978, 1979, 1980, 1982, 1983, 1985, 1986, 1987, 1988, 1989, 1990, 1991, 1992, 1993, 1994, 1995, 1996, 1997, 2000, 2001, 2002, 2003, 2004, 2009, 2010, 2011, 2012, 2015, 2017, 2018, 2019
  - ピストル (6): 2000, 2003, 2004, 2009, 2017, 2021
- 共同:
  - ピストル (6): 2000, 2014, 2015, 2016, 2018, 2021
- 参照: 
  - ビッグ・テン・カンファレンス全米選手権大会一覧 (英語版)
  - NCAAディビジョンIナショナル・チャンピオンシップ最多出場校一覧 (英語版)

## 著名な出身者
オハイオ州立大学出身の学生アスリートには、「バックアイの弾丸」ことジェシー・オーエンス（陸上競技）、ジョン・ハブリチェック、ジェリー・ルーカス、ケイティ・スミス（バスケットボール）、フランク・ハワード（野球）、ジャック・ニクラス（ゴルフ）、アーチー・グリフィン（フットボールのランニングバック、ハイズマン賞を2回受賞）、チック・ハーリー（オールアメリカンを3回受賞）など多くの優れたスポーツ著名人を輩出している。また、同大学の殿堂入りコーチには、ポール・ブラウン、ウディ・ヘイズ（フットボール）、フレッド・テイラー（男子バスケットボール）などがいる。